# Espinosa de Cervera
Espinosa de Cervera è un comune spagnolo di 99 abitanti situato nella comunità autonoma di Castiglia e León.